# Ib Schønberg
 Denne artikel omhandler personen Ib Schønberg. Opslagsordet har også en anden betydning, se Ib Schønberg (dokumentarfilm).
Ib Christian Albert von Cotta Schønberg (også kaldet Ibbermand; født 23. oktober 1902 i København, død 24. september 1955 i Skodsborg) var en dansk skuespiller. Han var især kendt for sine filmroller, hvor han medvirkede i mere end 100 spillefilm og var en af sin tids mest populære skuespillere.

## Privatliv
Ib Schønberg var søn af exam. pharm. Even Frederik Johannes Schønberg (1852-1915) og Christiane (Jane) Nielsine Østrup (1860-1953). Han var fætter til skuespilleren Birger von Cotta-Schønberg.  I marts 1924 blev han gift med skuespillerinden Lisbeth Hammer (Dukse), som han havde mødt hos Gerda Christophersens Teaterselskab to år tidligere. Parret blev ni måneder efter brylluppet forældre til deres eneste barn, Bent.

## Teater, revy og cirkus
Schønberg gik oprindelig på Påhlmans Handelsakademi og tog afgangseksamen herfra i 1918, men ønskede i stedet at slå ind på skuespillervejen. Han debuterede på Sønderborg Teater i 1920 og turnerede derefter nogle år i provinsen. I 1932 kom han til Det Ny Teater som skuespiller og forretningsfører; 1934-1937 var han desuden teaterets meddirektør sammen med Ivar Schmidt. Her fik han i 1932 sit gennembrud som skuespiller, først i rollen som den almindelige gennemsnitsmand i Soyas stykke Hvem er jeg?, som fra tilskuerpladsen rejste sig for at gå op på scenen og lade sig psykoanalysere, og kort efter som bobbyen i operetten Mr. Cinders. Da teateret i 1937 gik i betalingsstandsning, hæftede han personligt for 250.000 kr., som han i de næste 15 år måtte arbejde ekstra hårdt for at betale tilbage. Han arbejdede på en række københavnske teatre de næste år, bl.a. Riddersalen og Nørrebro Teater, og etablerede i 1945 Cirkus Ib i et telt i Fælledparken. I 1953 blev han direktør for Cirkusrevyen.

## Film
Schønberg fik sin debut på det hvide lærred i 1922 i stumfilmperioden med en mindre rolle som munk i Benjamin Christensens gyser/dokumentar Heksen. Senere havde han mindre roller også i to Fy og Bi-film: Filmens helte (1928) og Pas paa Pigerne (1930). Det var dog med tonefilmene, han fik succes. Han medvirkede i alt i 111 film, hvor hans runde korpus ofte stod i skærende kontrast til hans underspillede, lavmælte spillestil. Med ganske stille eller hviskende stemme kunne han udstråle så forskellige stemninger som kærlig omsorg, dyrekøbt livsvisdom, ydmyg skamfuldhed eller ætsende foragt for uretten.
Nogle af hans mest kendte komiske roller var som den godmodige betjent i Panserbasse (1936) og den forvekslede biskop i Biskoppen (1944), ligesom han havde biroller i en række Morten Koch-film og spillede faderen i de to første film i serien Far til fire (1953 og 1954). Han havde også mere sammensatte karakterroller i 1940'ernes og 1950'ernes sociale melodramaer, eksempelvis som falleret redaktør og dranker i Ta', hvad du vil ha' (1947), den alkoholiserede fabriksleder i Café Paradis (1950), den socialt omsorgsfulde jordemodermand i Diskret Ophold (1946), den glatte værnemager i Tre år efter (1948) og den hule kulturradikale redaktør i Det sande ansigt (1951).

## Udmærkelser og tillidshverv
I 1948 modtog Schønberg en Bodil for bedste mandlige birolle i filmen Ta', hvad du vil ha' og i 1951 en Bodil for bedste mandlige hovedrolle i Café Paradis.
Schønberg var i en periode formand for Skuespillerforeningen af 1879 og bestyrelsesmedlem i dyreværnsforeningen Svalen og hjemløseherberget Himmelekspressen. 

## Død
Ib Schønberg var kun 52 år, da han blev ramt af en lungebetændelse og døde efter fire måneders sengeleje. Efter hans død blev hans urne opstillet i columbariet på Bispebjerg Kirkegård.

## Filmografi
- De blaa drenge (1933)
- Københavnere (1933)
- Ud i den kolde sne (1934)
- Barken Margrethe af Danmark (1934)
- København, Kalundborg og - ? (1934)
- Week-End (1935)
- Provinsen kalder (1935)
- Kidnapped (1935)
- Bag Københavns kulisser (1935)
- Snushanerne (1936)
- Sommerferie i Nordjylland (1936)
- Panserbasse (1936)
- Giftes - nej tak (1936)
- Flådens blå matroser (1937)
- Danmark for Folket (1937)
- Inkognito (1937)
- Plat eller krone (1937)
- En lille tilfældighed (1939)
- I dag begynder livet (1939)
- Pas på svinget i Solby (1940)
- En ganske almindelig pige (1940)
- Familien Olsen (1940)
- Frøken Kirkemus (1941)
- Tag til Rønneby kro (1941)
- Far skal giftes (1941)
- Niels Pind og hans dreng (1941)
- Søren Søndervold (1942)
- Afsporet (1942)
- En herre i kjole og hvidt (1942)
- Lykken kommer (1942)
- Tyrannens fald (1942)
- Frøken Vildkat (1942)
- Op med humøret (1943)
- En pige uden lige (1943)
- Det ender med bryllup (1943)
- Hans onsdagsveninde (1943)
- Biskoppen (1944)
- Otte akkorder (1944)
- Elly Petersen (1944)
- Teatertosset (1944)
- Frihed, lighed og Louise (1944)
- Mordets melodi (1944)
- De kloge og vi gale (1945)
- Man elsker kun een gang (1945)
- Panik i familien (1945)
- Affæren Birte (1945)
- Jeg elsker en anden (1946)
- Hans store aften (1946)
- Diskret ophold (1946)
- Ta', hvad du vil ha' (1947)
- Calle og Palle (1947)
- Røverne fra Rold (1947)
- Familien Swedenhielm (1947)
- Lise kommer til byen (1947)
- Mani (1947)
- Tre år efter (1948)
- Mens porten var lukket (1948)
- Hvor er far? (1948)
- Vi vil ha' et barn (1949)
- Lejlighed til leje (1949)
- John og Irene (1949)
- Kampen mod uretten (1949)
- Den stjålne minister (1949)
- Det hændte i København (1949)
- Det gælder os alle (1949)
- For frihed og ret (1949)
- De røde heste (1950)
- I gabestokken (1950)
- Mosekongen (1950)
- Din fortid er glemt (1950)
- Den opvakte jomfru (1950)
- Lynfotografen (1950)
- Susanne (1950)
- Café Paradis (1950)
- Historien om Hjortholm (1950)
- Fodboldpræsten (1951)
- Fireogtyve timer (1951)
- Vores fjerde far (1951)
- Det sande ansigt (1951)
- Fra den gamle købmandsgård (1951)
- Bag de røde porte (1951)
- Det gamle guld (1951)
- Lyntoget (1951)
- Hold fingrene fra mor (1951)
- Ta' Pelle med (1952)
- Mød mig på Cassiopeia (1951)
- Unge piger forsvinder i København (1951)
- Dorte (1951)
- Det store løb (1952)
- Vi arme syndere (1952)
- Kærlighedsdoktoren (1952)
- Avismanden (1952)
- Rekrut 67 Petersen (1952)
- Husmandstøsen (1952)
- Min søn Peter (1953)
- Sønnen (1953)
- Hejrenæs (1953)
- Far til fire (1953)
- Ved Kongelunden (1953)
- Vi som går køkkenvejen (1953)
- Den gamle mølle på Mols (1953)
- Fløjtespilleren (1953)
- Kriminalsagen Tove Andersen (1953)
- Far til fire i sneen (1954)
- Hendes store aften (1954)
- Kongeligt besøg (1954)
- I kongens klær (1954)
- Jan går til filmen (1954)
- Arvingen (1954)
- En sømand går i land (1954)
- Blændværk (1955)
- Bruden fra Dragstrup (1955)
- Gengæld (1955)